# La Trinitat de Bellpuig

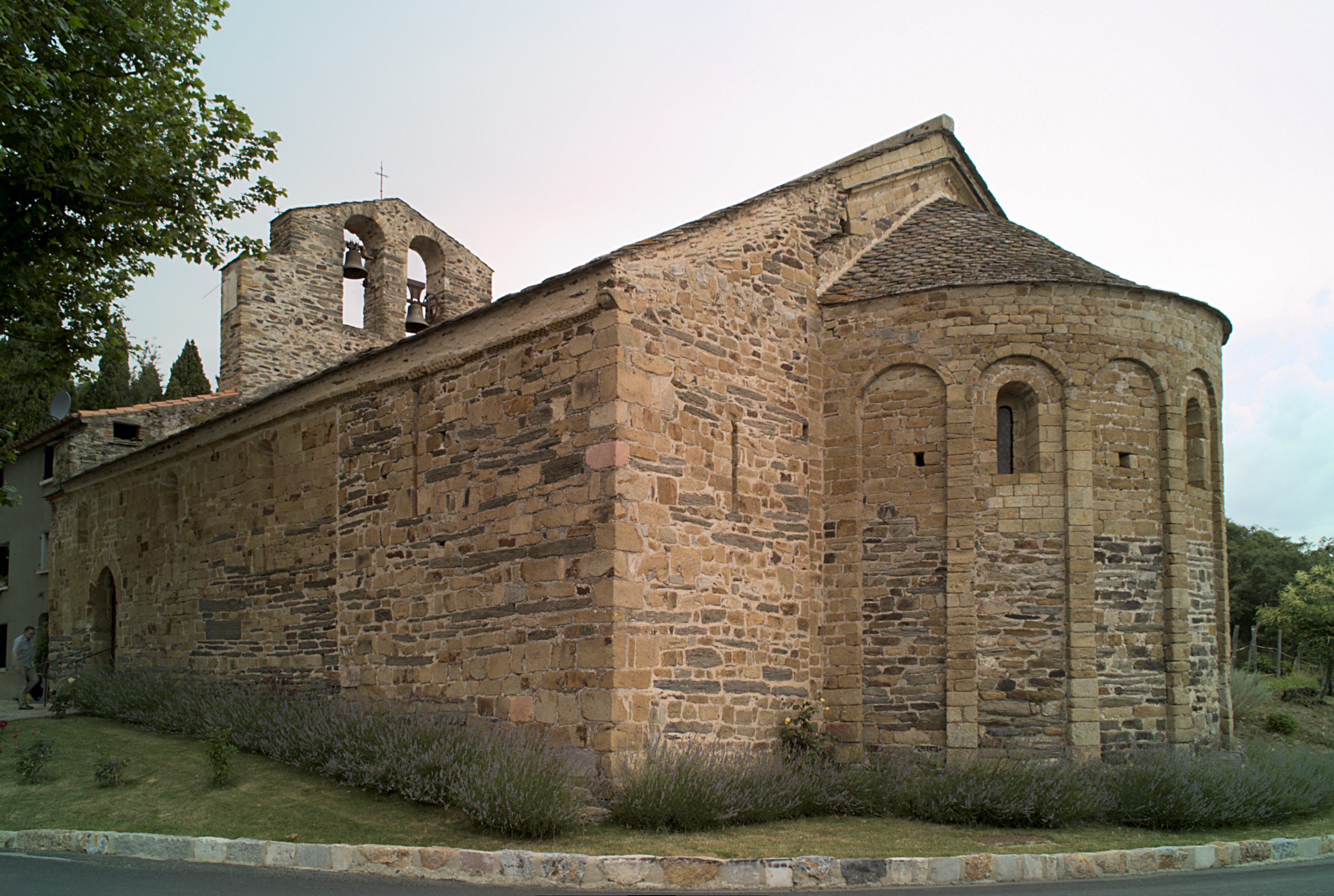
Vista general del santuari

El santuari de la Trinitat és una església situada al llogaret de la Trinitat, que pren el nom del santuari, en el municipi nord-català de Prunet i Bellpuig. És a la sub-comarca dels Aspres, sota l'antic castell de Bellpuig i al peu de la carretera de Bulaternera als Banys d'Arles. Amb el nom de Sant Pere de la Serra havia estat l'església parroquial de Bellpuig. En l'actualitat hi ha la casa del comú del municipi. Contemporàniament, el santuari ha guanyat fama, especialment per veneració a la majestat romànica del segle xii.

## Història
De l'edifici original, consagrat el 31 de gener del 953 pel bisbe d'Elna Riculf, se'n conserven restes de l'absis i, a l'actual nau principal, pedres decorades de línies verticals i horitzontals. En el segle xvii canvià l'advocació, de Sant Pere a la Trinitat. Va ser declarat Monument històric de França el 1951.

## L'edifici
La nau principal va ser bastida al segle xi, està rematada per un absis semicircular i té la volta sostinguda per arcs torals. El temple fou engrandit al segle xii amb una segona nau més petita, de pedres grans i ben tallades, amb coberta de volta de quart de cercle: té una cornisa decorada amb escultures d'animals. Al segle xiii encara s'afegí a llevant de la segona nau una capella rectangular, també decorada d'una cornisa amb motius geomètrics. El campanar, d'espadanya, és més modern.
Una restauració recent ha permès de trobar restes de pintures murals als baixos de l'absis. Com a mobiliari, a banda del Crist té una porta romànica, una creu gòtica, una marededéu i dos antics retaules barrocs, restaurats contemporàniament.

### El Crist romànic
És, de lluny, l'objecte de més importància que s'hi conserva. La Majestat, del segle xii, va ser emmascarada per una restauració ben desafortunada del segle xviii. Sortosament, hom n'ha llevat la pintura i els daurats de la creu, i l'ha tornada a un estat proper a l'original. En el decurs d'una restauració es va trobar, amagat al dors del Crucificat, un petit reliquiari en plata amb la data 1710.

### Altre mobiliari
- Creu pintada per les dues cares, datada al segle xiv, i provinent de l'església de Prunet
- Mare de Déu asseguda del segle xiv
- Capelleta barroca (altar portàtil)
- Retaule de la Trinitat (del 1698)
- Retaule de l'Altar Major (del 1732)[1]

## Imatges

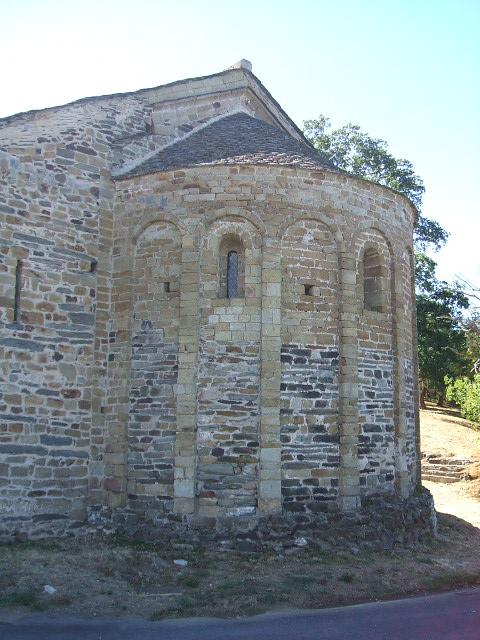
Absis
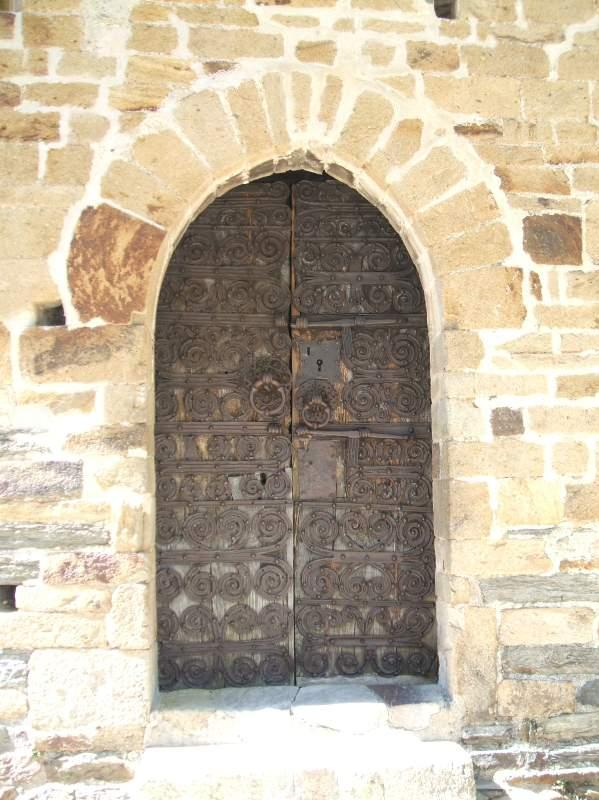
Porta, amb ferratges romànics
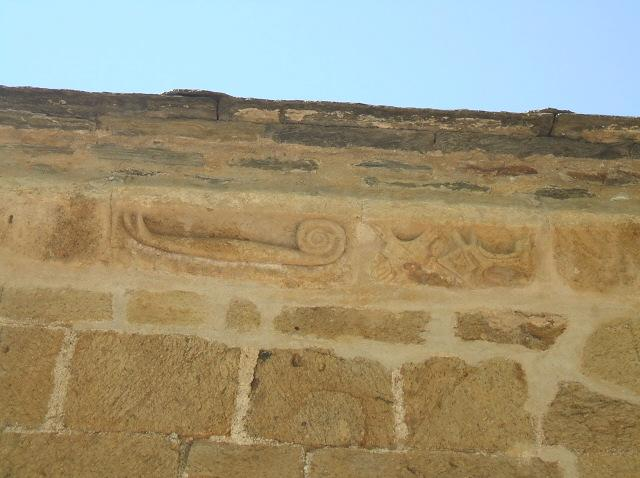
Detall de la cornisa sud:cargol
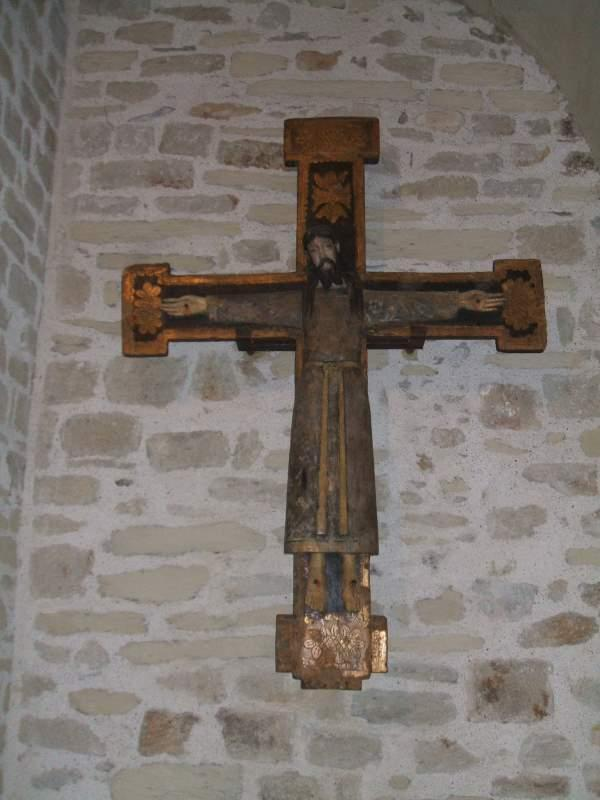
Crist romànic
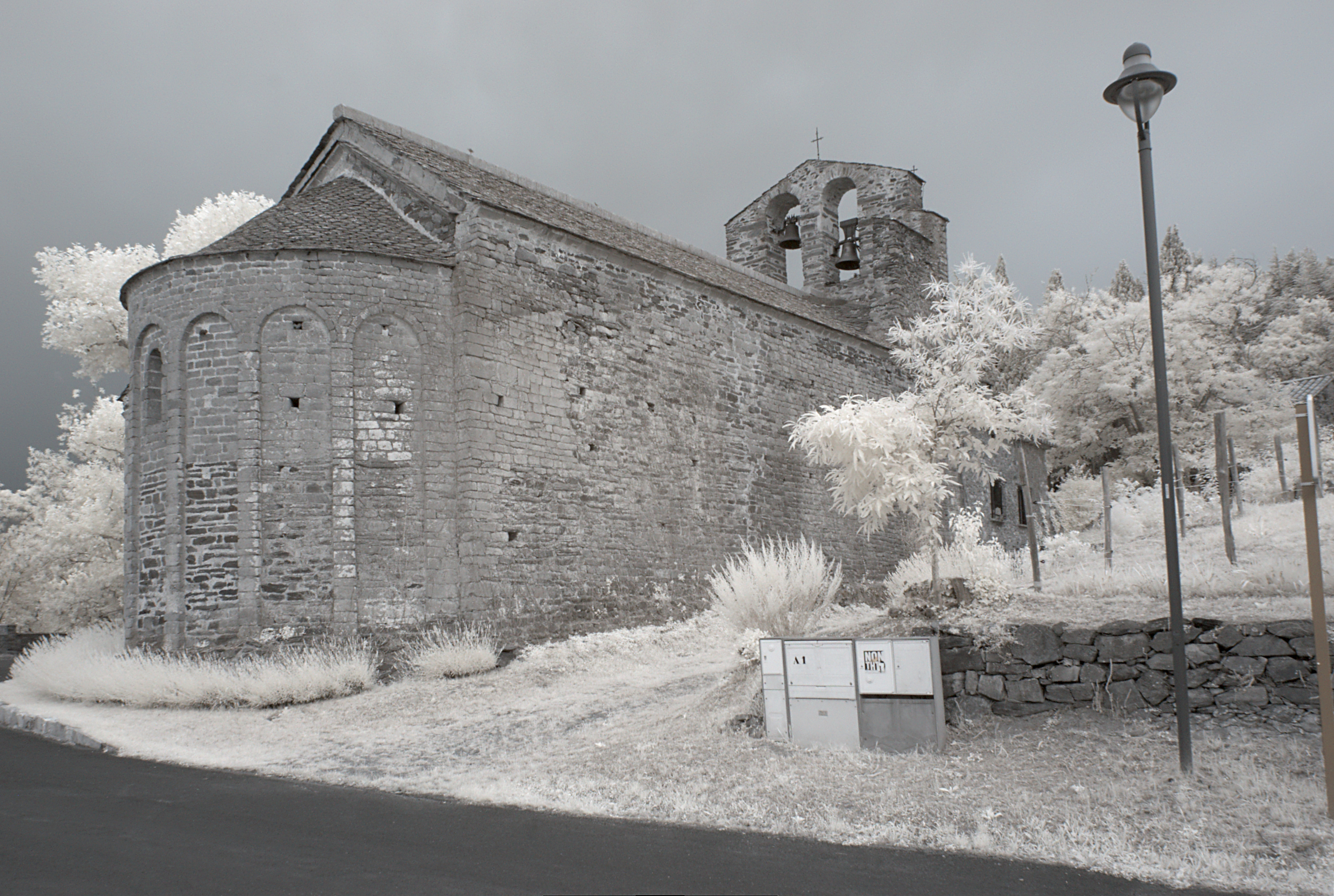
Vista general infraroja
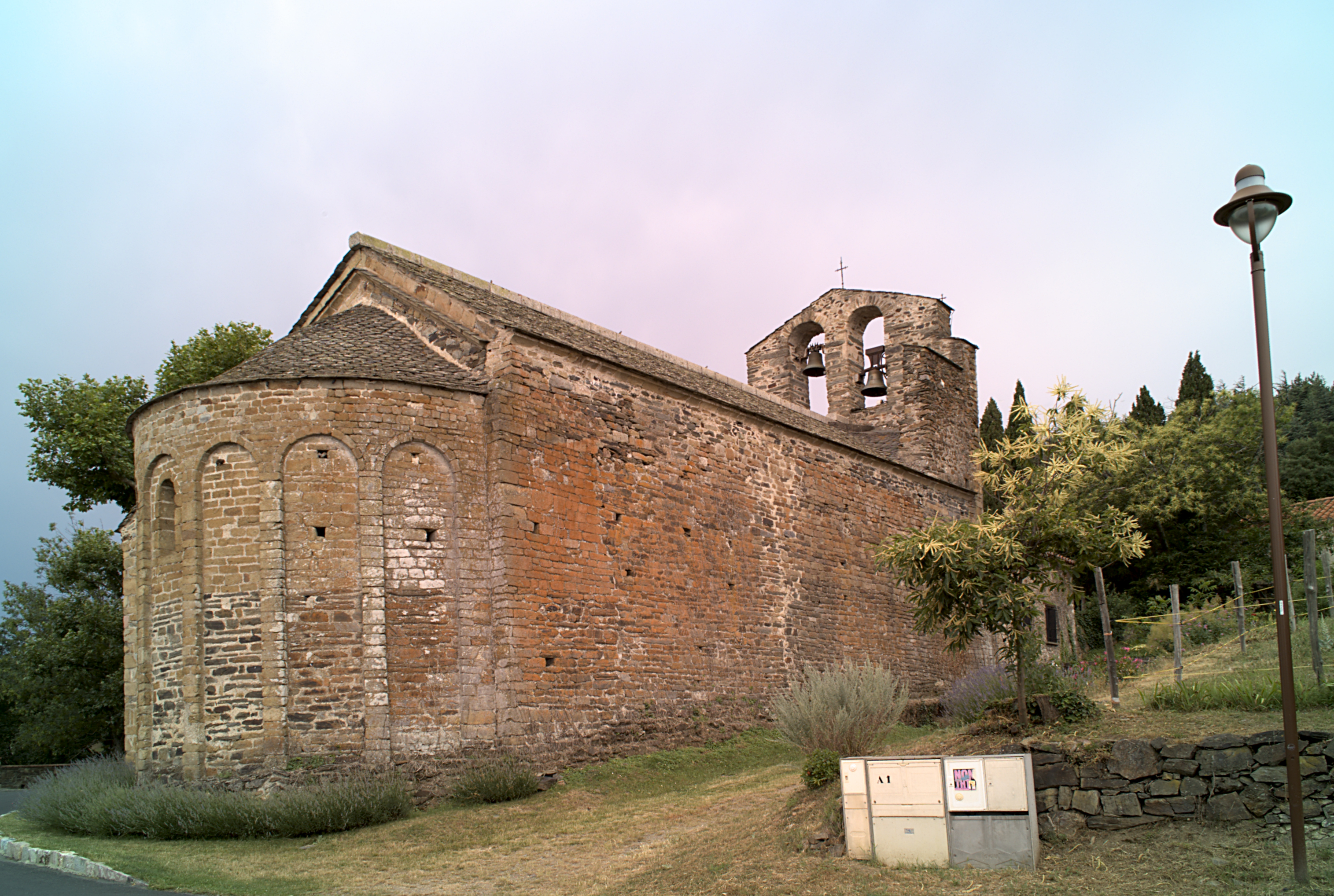
Vista general
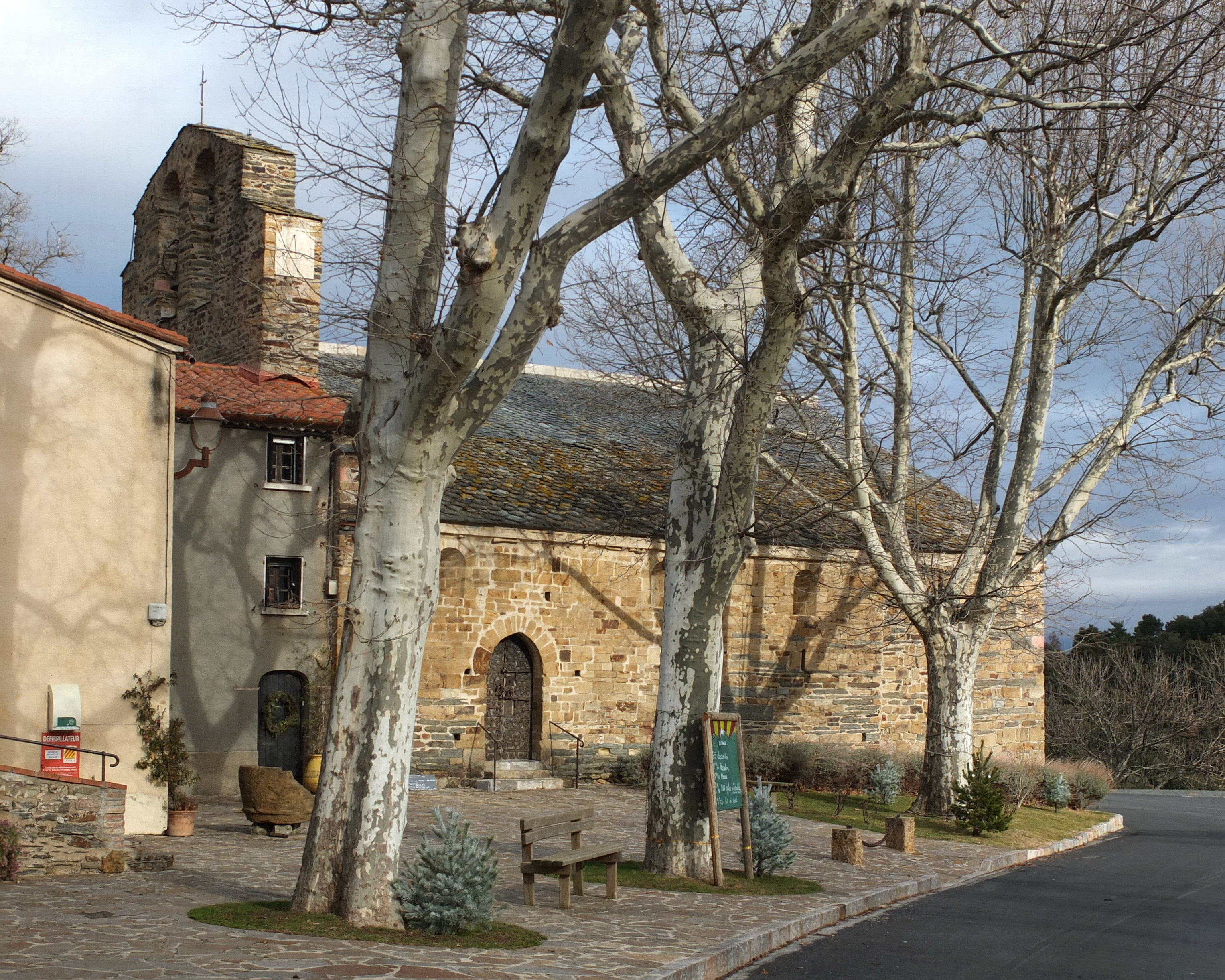
Vista general (sud)
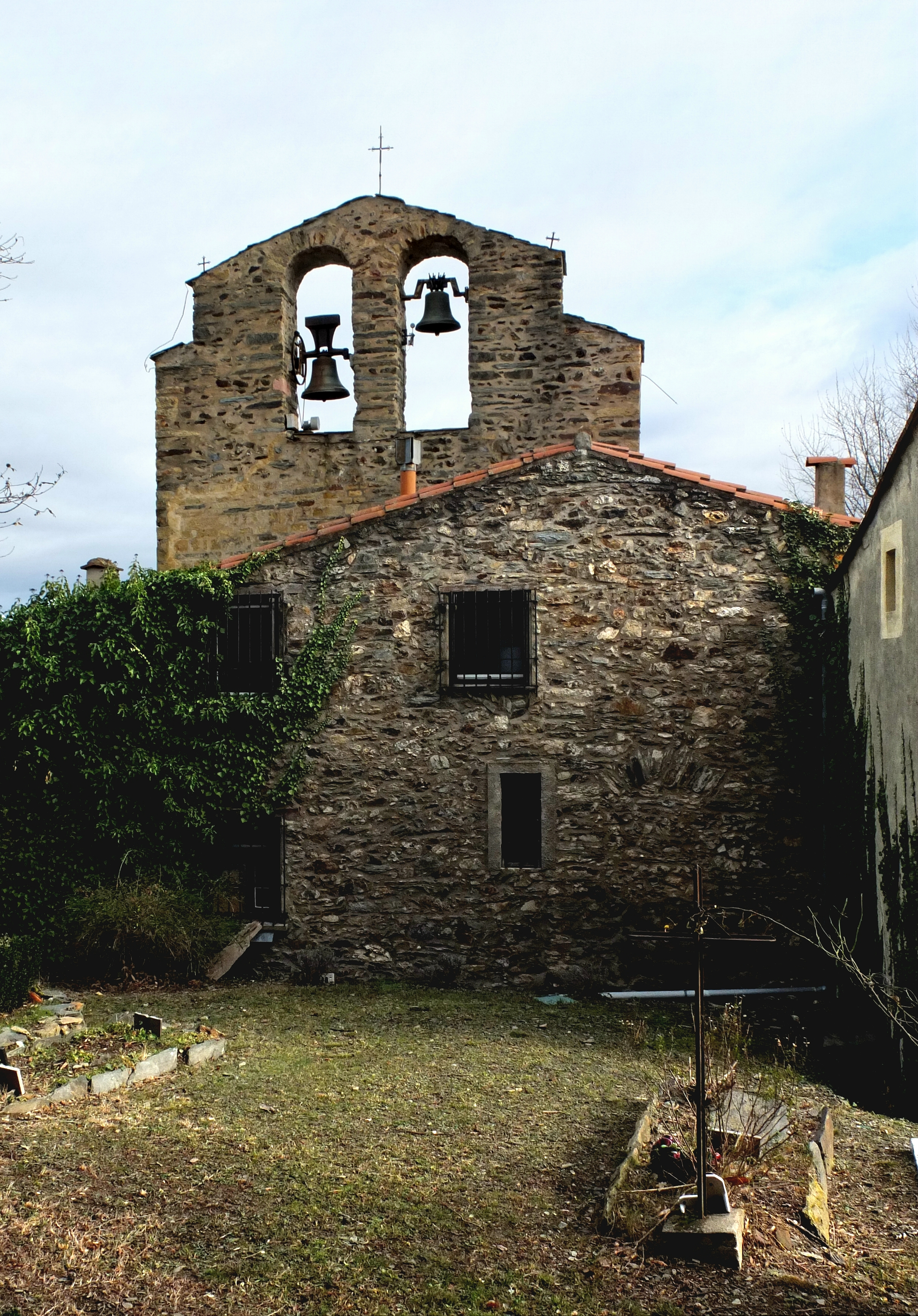
Vista general (oest)
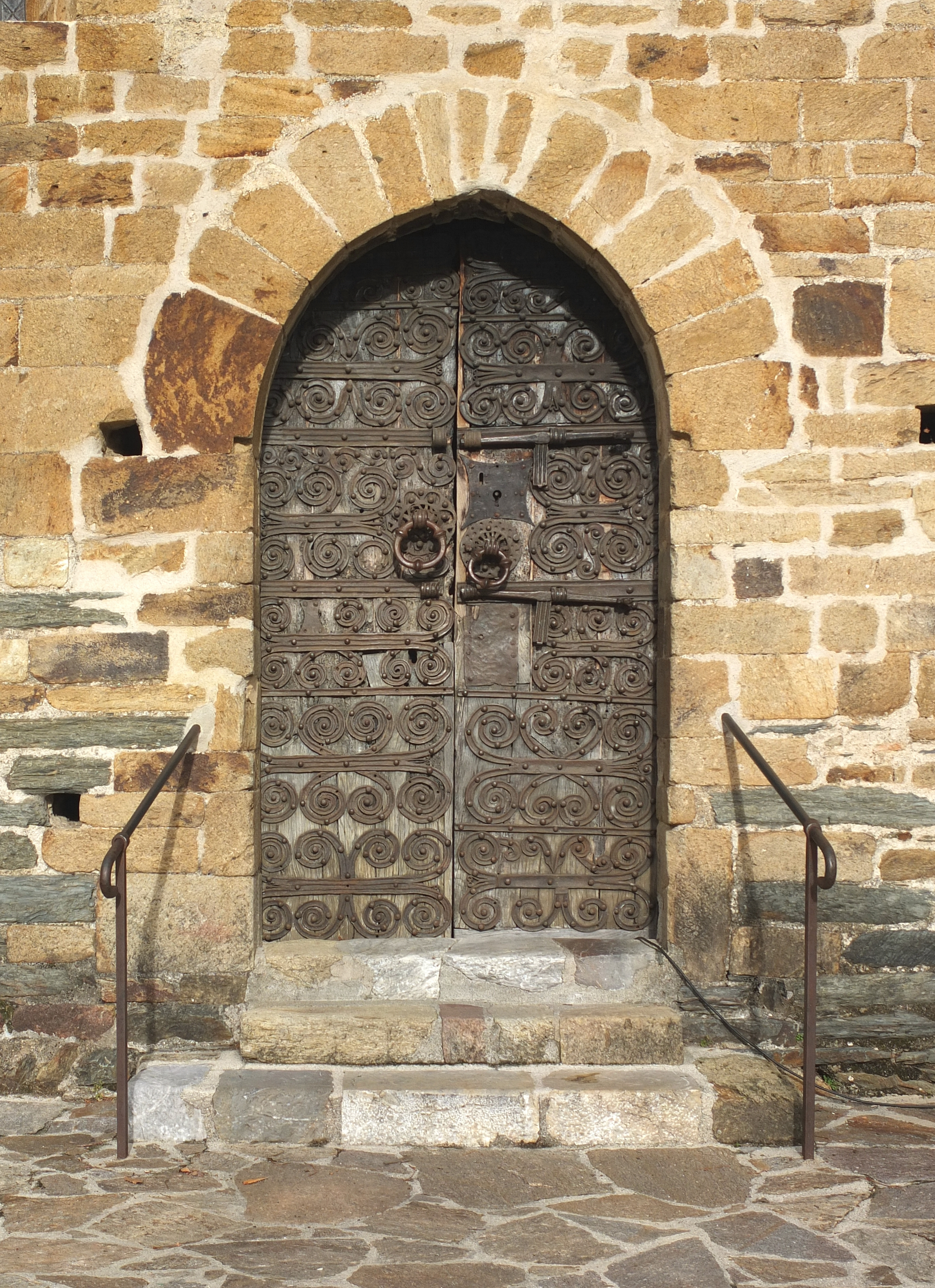
Portal
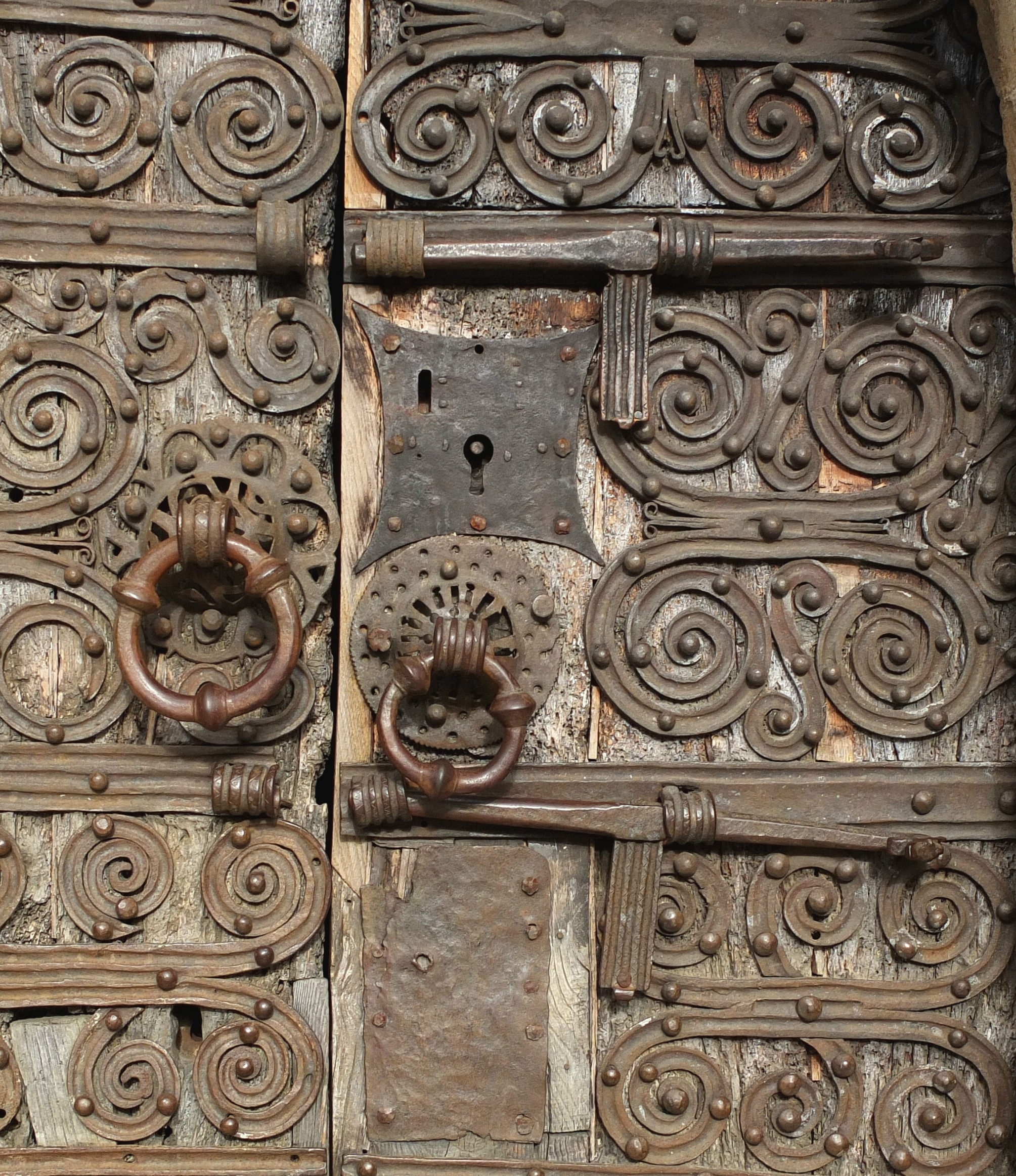
Pany de l'església
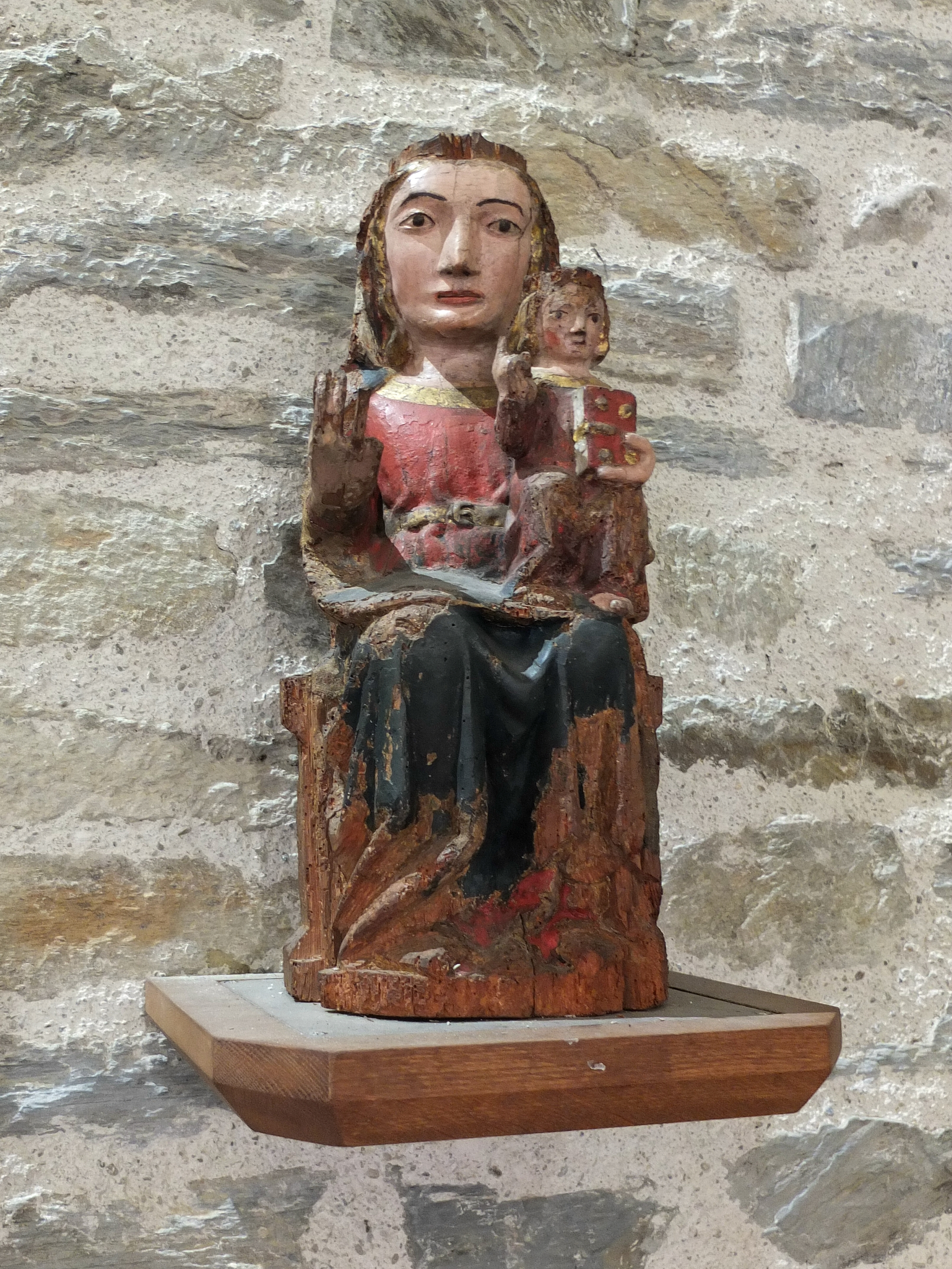
Vierge à l'Enfant